# Albrecht IV. Habsburský
Albrecht IV. Habsburský, zvaný Bílý (cca 1188 – 13. prosince 1239, Askalon) byl hrabě z Aargau a z Horního Alsaska.

## Život
Albrecht byl synem Rudolfa II. Habsburského a Anežky Štaufské. V roce 1217 se oženil s Hedvigou, dcerou hraběte Oldřicha z Kyburgu. Z manželství se narodilo pravděpodobně šest dětí.
Po otcově smrti († 1232) si Albrecht s bratrem Rudolfem rozdělili dědictví.
Rudolf založil vedlejší habsburskou linii Habsburg-Laufenburg, která vymřela roku 1415. Albrecht se vydal společně s křížovou výpravou do Svaté země, kde nalezl svou smrt.